# Звагдейк-Ост
Звагдейк-Ост (нід. Zwaagdijk-Oost, нід. вимова: [ˈzʋaːɣdɛik ˈoːst]) — село в нідерландській провінції Північна Голландія. Входить до муніципалітету Медемблік.
Його площа становить 8,93 км², а населення станом на 2021 рік складало 1 155 осіб.
Перша згадка про населений пункт датується 1319 роком.